# روان‌شناسی ضمیر ناخودآگاه
روان‌شناسی ضمیر ناخودآگاه (آلمانی: Wandlungen und Symbole der Libido) از آثار اولیه کارل گوستاو یونگ است. وی این کتاب را در ۱۹۱۲ منتشر کرد. ترجمهٔ عنوان آلمانی این کتاب "دگرگونی‌ها و نمادهای لیبیدو" است.
کارل گوستاو یونگ کتاب روان‌شناسی ضمیر ناخودآگاه را در آستانه جنگ جهانی اول و پس از جدایی از دوست و استادش فروید، به رشته تحریر درآورد، ولی بعدها بر اساس تجربیات روان‌شناختی و فرزانگی و بینشی که به دست آورده بود، بارها آن را تکمیل و ویرایش کرد، به گونه‌ای که این کتاب همه ویژگی‌های عمده روان‌شناسی یونگ و نظریت حکیمانه او را دربردارد.
این کتاب توسط محمدعلی امیری به فارسی ترجمه شده‌است.